# У деревни Крюково
«У деревни Крюково» — советская песня о бое за деревню Крюково, происходившем в 1941 году, написанная поэтом Сергеем Островым и композитором Марком Фрадкиным в 1974 году.

## История исполнения
Стихотворение под названием «Баллада о верности», по мотивам которого написана песня, было опубликовано Сергеем Островым в 1971 году. В первоначальном варианте содержалось девять четверостиший, часть которых были изменены, а также были добавлены новые строки.
После своего создания песня была отдана авторами ансамблю «Самоцветы», на чём настоял Марк Фрадкин. После раскола «Самоцветов» в 1975 году «У деревни Крюково» записала отколовшаяся от них группа «Пламя». Именно в этом исполнении песня прозвучала в итоговом концерте «Песня-75», где её спел бывший солист «Самоцветов» Валентин Дьяконов.
На авторском концерте Марка Фрадкина (Главная редакция музыкальных программ ЦТ СССР, 1984 год) прозвучала в исполнении Иосифа Кобзона.
Исполнялась на праздничном концерте ко Дню Победы на Красной площади в 2004 году певцом Дмитрием Маликовым.
Также, по словам Сергея Острового, Раиса Горбачёва однажды позвонила ему, чтобы поблагодарить за эту песню.
Музыковед Лиана Соломоновна Генина отмечала, что с помощью простого приема — использования не минора, а мажора в рассказе о трагических событиях, М. Фрадкин добился сдержанности, печали без мелодраматизма; мажорный лад, повторение рефрена-зачина «У деревни Крюково…» «придает песне черты сдержанно-эпического воспоминания». О светлом ощущении от песни вспоминает писательница Александра Данилова:
А еще мы пели «У деревни Крюково», тоже не вникая в смысл, и песня эта почему-то навевала мысли о какой-то сказочной деревне, где всегда лето и бабушки приносят в глиняных кувшинах молоко, а на склоне горы прячется яркая земляника…

## Неясность географической и временной привязки
За исключением привязки к году события (1941 год) в тексте песни отсутствует как географическая, так и более точная временна́я привязка. Исходя из яростности описываемых событий («Шел в атаку яростный сорок первый год…») предполагается, что описывается один из эпизодов сражения под Москвой.
Чаще всего предполагается, что описывается один из боёв за станцию и посёлок Крю́ково (в 1941 году территория Солнечногорского района Московской области, ныне территория Зеленоградского административного округа города Москвы), однако имеются мнения и о других возможных вариантах.
В 1941 году в Московской области бои также велись за:
- Крю́ково Истринского района;
- Крю́ково Клинского района;
- Крю́ково Наро-Фоминского района;
- Крю́ково Волоколамского района;
- Крюко́во Одинцовского района;
- Крю́ково Рузского района.

Исходя из того, что боевой путь 31-й армии, в которой служил Островой, не проходил через данные населённые пункты, имеется также версия о том, что описываются бои 1943 года за деревню Крюко́во Сафоновского района Смоленской области во время Смоленской наступательной операции.
По словам Татьяны Визбул, директора Зеленоградского историко-краеведческого музея в 1977—2016 годах, в послевоенных воспоминания сам Островой считал деревню Крюково собирательным образом.